# معسكرات المباركية
معسكرات المباركية ويُشار إليها سابقًا باسم: «جي وان» (بالإنجليزية: G1)‏؛ أهم منطقة عسكرية في دولة الكويت، تقع في محافظة العاصمة، وتضم داخل حدودها مقرات ومنشآت عسكرية عدة، من أبرزها مقر وزارة الدفاع الكويتية ورئاسة الأركان العامة للجيش الكويتي وهيئة الخدمة الوطنية العسكرية.